# 올림픽 중화인민공화국 선수단
올림픽 중화인민공화국 선수단은 중화인민공화국을 대표하여 올림픽에 참가하는 선수단이다.

## 역사
원래 중국을 대표해서 1924년 하계 올림픽부터 1976년 동계 올림픽까지 중화민국(ROC) 대표단이 올림픽에 참가해왔다. 중화인민공화국은 핀란드 헬싱키에서 열린 1952년 하계 올림픽에서 처음으로 IOC 코드 PRC를 부여받고 중화인민공화국의 이름으로 올림픽에 처음으로 참가했지만, 마지막 날 한 종목에 참가하는 데 그쳤다. 국제 올림픽 위원회(IOC)는 중화인민공화국(PRC)과 중화민국(ROC)(국공 내전 이후 대만으로 망명한 중화민국)이 모두 "중국"이라는 이름으로 참가할 수 있도록 허용했지만, 중화민국은 이에 항의하며 1952년 올림픽에서 철수했다. "두 중국"의 정치적 지위에 대한 분쟁으로 인해 중화인민공화국은 1970년대 중반까지 여러 국제 스포츠 기구와 유엔 체제에서 철수하며 고립주의를 유지하다가, 1974년 아시안 게임과 1977년 하계 유니버시아드에 처음으로 참가하게 된다. 1979년에 공식적으로 IOC에 복귀하여 미국 레이크플래시드에서 열린 1980년 동계 올림픽부터 공식 대표단을 파견할 수 있는 자격을 얻었다. 1952년 이후 하계 올림픽에 처음 등장한 것은 미국 로스앤젤레스에서 열린 1984년 하계 올림픽이었다. 중화인민공화국은 1956년부터 1976년까지의 올림픽 대회를 보이콧했다. 또한 미국이 주도한 보이콧과 진행 중인 중소 분쟁으로 소련 모스크바에서 열린 1980년 하계 올림픽도 보이콧했다.
2024년까지 중화인민공화국은 하계 올림픽에서 1위 1회, 2위 4회, 3위 2회를 차지했다. 하계 올림픽에 12번째, 동계 올림픽에 12번째 출전하는 중국은 아시아-오세아니아 지역 전체에서 가장 성공적인 국가로, 올림픽 역사상 미국과 소련에 이어 3번째로 좋은 성적을 올린 국가이다.
현재 형태의 중국 올림픽 위원회는 1979년에 승인되었다. 국공 내전 이전에는 선수들이 올림픽에서 중화민국(ROC)으로 참여했다. 중화민국은 1952년 하계 올림픽부터 1976년 동계 올림픽까지 계속 참가했지만, 대만 출신 선수들만 대표로 참가했다(1960년 하계 올림픽의 축구 대표팀은 해외 홍콩인들로 구성되었다). 중국이라는 명칭 사용에 대한 분쟁으로 인해 중화인민공화국은 이 기간 동안 올림픽을 완전히 보이콧했다. 1979년 국제 올림픽 위원회 양측은 양 국가 올림픽 위원회가 서로를 인정하는 나고야 의정서에 서명했다. 하지만 "중국"이라는 명칭은 베이징에 본부를 둔 중화인민공화국의 국가 올림픽 위원회가 권리를 가지게 되었다 타이베이에 본부를 둔 중화민국은 중화 타이베이로 불리게 되었고, 올림픽과 관련 행사에서 국기나 국가 등의 국가 상징물 사용도 규제되어 중화인민공화국이 마침내 올림픽에 참여할 수 있는 문이 다시 열리게 되었다.
홍콩은 1950년부터 별도의 국가 올림픽 위원회를 구성하여 1952년부터 올림픽에 참가해왔으며, 1997년 영토가 중국에 반환되고 홍콩 특별행정구가 창설된 이후에도 홍콩은 "중국 홍콩"(Hong Kong, China)이라는 이름으로 다른 국가와 독립적으로 올림픽에 참가하고 있다.

## 참가 타임라인
| 올림픽      | 선수단         | 선수단               | 선수단               | 선수단              | 선수단         |
| 올림픽      | 중국 본토      | 중국 본토            | 중국 본토            | 대만                | 대만           |
| ----------- | -------------- | -------------------- | -------------------- | ------------------- | -------------- |
| 1924        |                |                      | (Chine)              | 일본으로 참가       | 일본으로 참가  |
| 1932–1936   |                | 중국                 | (CHN)                | 일본으로 참가       | 일본으로 참가  |
| 1948        |                |                      | (CHN)                |                     |                |
| 1952        |                | 중화인민공화국 (PRC) | 중화인민공화국 (PRC) |                     |                |
| 1956        |                |                      |                      |                     | 중화민국 (CHN) |
| 1960        | 포르모사 (RCF) |                      |                      |                     |                |
| 1964–1968   | 대만 (TWN)     |                      |                      |                     |                |
| 1972–1976   | 중화민국 (ROC) |                      |                      |                     |                |
| 1980        |                | 중국 (CHN)           | 중국 (CHN)           |                     |                |
| 1984년 이후 |                | 중국 (CHN)           | 중국 (CHN)           | 중화 타이베이 (TPE) |                |

## 총 메달 획득 개수
| 중화인민공화국 하계 올림픽 총 메달 개수 | 중화인민공화국 하계 올림픽 총 메달 개수 | 중화인민공화국 하계 올림픽 총 메달 개수 | 중화인민공화국 하계 올림픽 총 메달 개수 | 중화인민공화국 하계 올림픽 총 메달 개수 | 중화인민공화국 하계 올림픽 총 메달 개수 |
| --------------------------------------- | --------------------------------------- | --------------------------------------- | --------------------------------------- | --------------------------------------- | --------------------------------------- |
| 개최지                                  | 금                                      | 은                                      | 동                                      | 합계                                    |                                         |
| 1984 로스앤젤레스                       | 15                                      | 8                                       | 9                                       | 32                                      |                                         |
| 1988 서울                               | 5                                       | 11                                      | 12                                      | 28                                      |                                         |
| 1992 바르셀로나                         | 16                                      | 22                                      | 16                                      | 54                                      |                                         |
| 1996 애틀란타                           | 16                                      | 22                                      | 12                                      | 50                                      |                                         |
| 2000 시드니                             | 28                                      | 16                                      | 15                                      | 59                                      |                                         |
| 2004 아테네                             | 32                                      | 17                                      | 14                                      | 63                                      |                                         |
| 2008 베이징 (개최국)                    | 51                                      | 21                                      | 28                                      | 100                                     |                                         |
| 2012 런던                               | 38                                      | 31                                      | 22                                      | 91                                      |                                         |
| 2016 리우데자네이루                     | 26                                      | 18                                      | 26                                      | 70                                      |                                         |
| 2020 도쿄                               | 38                                      | 32                                      | 18                                      | 88                                      |                                         |
| 2024 파리                               | 40                                      | 27                                      | 24                                      | 91                                      |                                         |
| 합계                                    | 303                                     | 226                                     | 198                                     | 727                                     |                                         |

| 중화인민공화국 동계 올림픽 총 메달 개수 | 중화인민공화국 동계 올림픽 총 메달 개수 | 중화인민공화국 동계 올림픽 총 메달 개수 | 중화인민공화국 동계 올림픽 총 메달 개수 | 중화인민공화국 동계 올림픽 총 메달 개수 | 중화인민공화국 동계 올림픽 총 메달 개수 |
| --------------------------------------- | --------------------------------------- | --------------------------------------- | --------------------------------------- | --------------------------------------- | --------------------------------------- |
| 개최지                                  | 금                                      | 은                                      | 동                                      | 합계                                    |                                         |
| 1980 레이크플래시드                     | 0                                       | 0                                       | 0                                       | 0                                       |                                         |
| 1984 사라예보                           | 0                                       | 0                                       | 0                                       | 0                                       |                                         |
| 1988 캘거리                             | 0                                       | 0                                       | 0                                       | 0                                       |                                         |
| 1992 알베르빌                           | 0                                       | 3                                       | 0                                       | 3                                       |                                         |
| 1994 릴레함메르                         | 0                                       | 1                                       | 2                                       | 3                                       |                                         |
| 1998 나가노                             | 0                                       | 6                                       | 2                                       | 8                                       |                                         |
| 2002 솔트레이크시티                     | 2                                       | 2                                       | 4                                       | 8                                       |                                         |
| 2006 토리노                             | 2                                       | 4                                       | 5                                       | 11                                      |                                         |
| 2010 밴쿠버                             | 5                                       | 2                                       | 4                                       | 11                                      |                                         |
| 2014 소치                               | 3                                       | 4                                       | 2                                       | 11                                      |                                         |
| 2018 평창                               | 1                                       | 6                                       | 2                                       | 9                                       |                                         |
| 2022 베이징 (개최국)                    | 9                                       | 4                                       | 2                                       | 15                                      |                                         |
| 합계                                    | 22                                      | 32                                      | 23                                      | 77                                      |                                         |

## 같이 보기
- 분류:중화인민공화국의 올림픽 참가 선수
- 아시안 게임 중화인민공화국 선수단
- 중국 마카오 체육 올림픽 위원회